# Gromobran
Gromobran ili gromobranska zaštita je zaštita zgrada, električnih nadzemnih vodova, električnih postrojenja na otvorenom i drugih zgrada i konstrukcija od štetnih posljedica udara munje. Prvu gromobransku zaštitu ostvario je B. Franklin sredinom 18. stoljeća. Franklinov gromobran bio je uglavnom izrađen od dijelova koje i danas ima većina gromobranskih instalacija.

## Dijelovi gromobrana
Osnovne dijelove gromobranske instalacije zgrada čine glavni prihvatni vod, okomiti i pomoćni vodovi i uzemljivač. Glavni prihvatni vod čelična je traka položena duž sljemena i rubova krova, opremljena katkad i kraćim šiljcima (u starijim instalacijama primjenjivali su se okomiti čelični štapovi, hvatači munje). Okomiti vodovi od metalnih traka ili užadi povezuju glavni prihvatni vod s uzemljivačem, dok pomoćni vodovi povezuju veće metalne mase ili površine na glavni prihvatni vod ili na komite vodove. Uzemljivač u obliku metalne ploče, cijevi ili traka često je kao prsten oko zgrade ukopan u zemlju, a služi za uspostavljanje vodljive veze između okomitih vodova i tla. Na svakom okomitom vodu treba postaviti mjerni spoj kojim se taj vod može odvojiti od uzemljivača radi mjerenja udarnog otpora uzemljivača. Svojedobno se, katkad, na velike i važnije zgrade uz hvatač munje postavljao i izvor ionizirajućega zračenja (takozvani radioaktivni gromobran), koji je ionizirao okolni zrak i trebao pospješiti djelovanje gromobrana, ali je taj način zaštite danas napušten.

## Primjena
Na dalekovode se na vrh stupova iznad električnog vodiča postavljaju uzemljena zaštitna užeta, a u električna postrojenjima na otvorenom mogu se iznad štićenih dijelova razapeti užeta priključena na zajedničko uzemljenje. Materijal, oblik i mjere za izradu gromobranskih instalacija propisani su normama; gromobransku zaštitu treba postaviti na svakom objektu koji se po svojoj visini, veličini i obliku razlikuje od okolnih zgrada, a posebno je pažljivo treba izvesti u područjima s učestalim atmosferskim pražnjenjima. Hrvatska u tom pogledu pripada u područje razmjerno umjerenih klimatskih prilika, s 30 do 45 grmljavinskih dana godišnje, pri čemu je njihov broj u priobalnom pojasu zemlje veći.

## Električno polje Zemlje
Da postoji električno polje Zemlje možemo dokazati pomoću dugačke izolirane žice čiji je donji kraj spojen s elektroskopom, a gornji koji ima šiljak nalazi se u plamenu. Elektroskop spojimo sa Zemljom ili ga držimo u ruci. Dignemo li takvu sondu pomoću dugačkog štapa u visinu, elektroskop će pokazati otklon. Taj nam pokus pokazuje da je Zemlja okružena električnim poljem i da je njena površina negativno električna, a da se pozitivna granična površina nalazi u višim atmosferskim slojevima. Mjerenja su pokazala da električno polje Zemlje dosiže do takozvanog Kennelly-Heavisideovog sloja, koji se nalazi na visini od 80 kilometara. Potencijalna razlika između Kennelly-Heavisideovog sloja i površine Zemlje iznosi oko 200 000 V. 
Zbog električnog polja Zemlje i ionizacije zraka, koju prouzrokuju ultraljubičaste zrake koje dolaze sa Sunca i električne influencije nastaju električno nabijeni oblaci suprotnog elektriciteta. Ako je razlika električnog napona vrlo velika, može nastupiti pražnjenje, pa se uz snažan potres zraka na mjestu spajanja pojave goleme električne iskre, nazvane munja. Isto tako dolazi do pražnjenja između oblaka i zemlje. Pozitivno električni oblak izazove influencijom na zemlji, odnosno na istaknutim objektima, negativni elektricitet. Kad električni napon prijeđe određenu granicu, dolazi do izbijanja u obliku vijugave i blještave crte (munje), uz jak zvučni potres zraka koji se zove grom. Električni napon kod toga mogu iznositi do 100 milijuna volti, a munje mogu biti duge i do 3 kilometra. 

### Prvi gromobran
Američki znanstvenik B. Franklin sagradio je uređaj za zaštitu od groma. On se sastoji od bakrenog štapa, visokog do 5 metara, koji se stavlja na krov ili na neko drugo izloženo mjesto. Štap je uspravan, a završava pozlaćenim šiljkom. Od njega vodi goli bakreni konopac, minimalnog presjeka površine od 25 mm2, po vanjskom dijelu krova, odnosno zida, u zemlju, gdje završava bakrenom pločom od 1 m2. Ploča mora biti u vodi ili u vlažnoj zemlji. Gromobran treba izraditi na način da se svi dijelovi zgrade nalaze u zaštitnom prostoru. Djelovanje gromobrana gromobrana osniva se na ionizaciji zraka koja nastaje zbog šiljka na okomitom štapu. Mreže telegrafskih i telefonskih žica na krovovima štite također od groma. I one imaju spravu za zaštitu od munje.

## Vanjske poveznice
|  | Zajednički poslužitelj ima još gradiva o temi Gromobran |